# Iwan Jachnadschiew
Iwan Jachnadschiew (auch Ivan Jahnadžiev geschrieben, bulgarisch Иван Яхнаджиев; * 31. März 1948 in Sofia) ist ein bulgarischer Maler. Jachnadschiew ist ein Pionier des Body Paintings in Bulgarien. Er ist bekannt für seine avantgardistisch entfremdet dargestellte Landschaften und Stillleben.

## Werdegang
Jachnadschiew studierte Malerei an der Kunstakademie in Sofia in der Klasse von Dobri Dobrew. Seit Abschluss des Studiums 1977 ist er als Maler tätig. Jachnadschiew malte abstrakt und lehnte es ab, im Stil des sozialistischen Realismus zu malen, weswegen er beschuldigt wurde, westliche Künstler nachzuahmen und 1980 vom Swetlin Russew, damaligen Vorsitzenden des Verbandes bulgarischer bildender Künstler, aus diesem ausgeschlossen wurde. Trotz diesen Schwierigkeiten konnte er sich auf dem Kunstmarkt behaupten und blickt auf über 100 Einzelausstellungen und viele Gruppenausstellungen in Sofia und anderen bulgarischen Städten sowie in Rom und Wien zurück. Seine Gemälde wurden von der Nationalen Kunstgalerie Bulgariens, der Städtischen Kunstgalerie Sofia und dem Nationalen Historischen Museum Sofia erworben, und befinden sich außerdem in verschiedenen Privatsammlungen in Griechenland, USA, Finnland, Frankreich, Schweden, Japan.
Heute lebt Jachnadschiew in Sofia, wo er auch sein Atelier betreibt. Er ist zurzeit auch als Kunstlehrer am italienischen Gymnasium in Sofia tätig. Er malt abstrakte Landschaften, oft mit Formationen, Gebäuden oder Figuren, die den Blick des Betrachters anziehen. Seine malerische Handschrift ist kraftvoll, impulsiv, emotional, mit raschen Pinselstrichen bringt er seine Sujets auf die Leinwand. Mal greift er zu kräftigen Farbtönen, mal spielt er mit Farbnuancen, die fast Ton in Ton daherkommen. Das Bild entsteht während des Malprozesses, wobei er nie in allzu Naturalistische abgleitet. Die Wiedergabe von Atmosphäre, Licht, Witterung und Oberflächenstrukturen ist ihm wichtiger. Die Wiedergabe seiner Motive ist stark verdichtet und abstrahiert.
Wegen seiner exzentrischer Modeoutfits („Hipster-Opa“), sowie wegen der Bodypainting-Aktionen, erlangt Jachnadschiew regelmäßig mediale Aufmerksamkeit.
| Personendaten    | Personendaten                                          |
| ---------------- | ------------------------------------------------------ |
| NAME             | Jachnadschiew, Iwan                                    |
| ALTERNATIVNAMEN  | Yahnadzhiev, Ivan; Jahnadzhiev, Ivan; Jahnadjiev, Ivan |
| KURZBESCHREIBUNG | bulgarischer Künstler                                  |
| GEBURTSDATUM     | 31. März 1948                                          |
| GEBURTSORT       | Sofia, Bulgarien                                       |